# کد سیستماتیک
کد سیستماتیک در نظریه کدگذاری یک اصلاح خطا رو به جلو هست که در آن داده‌های ورودی در کد خروجی تعبیه گشته‌اند . در مقابل یک کد غیر سیستماتیک حاوی سمبل‌های ورودی نیست.

## برتری
این کدها این برتری را دارند که به راحتی می‌توان داده‌های توازن را به بلوک کداصلی وصل کرد و دریافت‌کننده این احتیاج را ندارد که اگر بلوک داده به درستی دریافت شد ، سمبل‌های اصلی متن را بازیابی کند .

## کدهای غیر سیستماتیک
هر کد خطی غیر سیستماتیک را می‌توان به یک کدسیستماتیک با همان مشخصات تبدیل کرد . کدهای غیر سیستماتیک برای الگوریتم‌های کدگشایی خاص  ،مانند کدگشایی متوالی ، رمزگشایی حداکثر احتمال کاربرد دارد.